# Mistrovství světa v rallye 2023
Mistrovství světa v rallye 2023 bylo 51. ročníkem série závodů mistrovství světa v rallye. Sezona měla celkem 13 podniků v Evropě, Africe, Asii a v Severní a Jižní Americe. Titul mistra světa obhájil Kalle Rovanperä, titul mezi tými získala Toyota. 
Do kalendáře se vrací Chilská rallye a Mexická rallye. Novinkou v kalendáři je Středoevropská rallye, jedná se podnik MS ve spolupráci německého, rakouského a českého autoklubu. Česká republika tak bude mít poprvé v historii na svém území Mistrovství světa v rallye, v případě Rakouska pak půjde o návrat po 50 letech, kdy se zde jela tzv. Rakouská Alpská rallye. V Německu se pak jelo naposledy v roce 2019. 

## Kalendář
| Podnik | Start         | Cíl           | Soutěž                        | Centrum soutěže                    | Povrch            | RZ  | Délka     | Ref.  |
| ------ | ------------- | ------------- | ----------------------------- | ---------------------------------- | ----------------- | --- | --------- | ----- |
| 1      | 19. ledna     | 22. ledna     | Rallye Automobile Monte Carlo | Monte Carlo, Monako                | Mix (asfalt+sníh) | 18  | 325.02 km | [ 1 ] |
| 2      | 9. února      | 12. února     | Švédská rallye                | Umeå, Västerbotten County, Švédsko | Sníh              | 18  | 302.52 km | [ 2 ] |
| 3      | 16. března    | 19. března    | Rally Guanajuato México       | León, Guanajuato, Mexiko           | Šotolina          | 23  | 320.23 km | [ 3 ] |
| 4      | 20. dubna     | 23. dubna     | Chorvatská rallye             | Záhřeb, Chorvatsko                 | Asfalt            | TBA | TBA       |       |
| 5      | 11. května    | 14. května    | Portugalská rallye            | Matosinhos, Porto, Portugalskk     | Šotolina          | TBA | TBA       |       |
| 6      | 1. června     | 4. června     | Italská rallye Sardinie       | Olbia, Sardinie, Italy             | Šotolina          | TBA | TBA       |       |
| 7      | 22. června    | 25. června    | Keňská Safari rallye          | Naivasha, Nakuru, Keňa             | Šotolina          | TBA | TBA       |       |
| 8      | 20. července  | 23. července  | Estonská rallye               | Tartu, Tartumaa, Estonsko          | Šotolina          | TBA | TBA       |       |
| 9      | 3. srpna      | 6. srpna      | Finská rallye                 | Jyväskylä, Střední Finsko, Finsko  | Šotolina          | TBA | TBA       |       |
| 10     | 7. září       | 10. září      | Řecká Acropolis rallye        | Lamia, Střední Řecko, Řecko        | Šotolina          | TBA | TBA       |       |
| 11     | 28. září      | 1. října      | Chilská rallye                | Concepción, Biobío, Chile          | Šotolina          | TBA | TBA       |       |
| 12     | 26. října     | 29. října     | Středoevropská rallye         | Pasov, Bavorsko, Německo           | Asfalt            | TBA | TBA       |       |
| 13     | 16. listopadu | 19. listopadu | Japonská rallye               | Toyota, Chūbu, Japonsko            | Asfalt            | TBA | TBA       |       |

## Týmy a jezdci

### WRC 1
| # | Konstruktér | Tým                     | Vůz                    | Č. | Obr. | Jezdec              | Navigátor        | Soutěže         |
| - | ----------- | ----------------------- | ---------------------- | -- | ---- | ------------------- | ---------------- | --------------- |
| 3 | Ford        | M-Sport Ford WRT        | Ford Puma Rally1       | 7  |      | Pierre-Louis Loubet | Nicolas Gilsoul  | 1-12            |
| 3 | Ford        | M-Sport Ford WRT        | Ford Puma Rally1       | 8  |      | Ott Tänak           | Martin Järveoja  | 1-12            |
| 2 | Hyundai     | Hyundai Shell Mobis WRT | Hyundai i20 N Rally1   | 4  |      | Esapekka Lappi      | Janne Ferm       | 1-12            |
| 2 | Hyundai     | Hyundai Shell Mobis WRT | Hyundai i20 N Rally1   | 6  |      | Dani Sordo          | Cándido Carrera  | 1,3,5-7,10      |
| 2 | Hyundai     | Hyundai Shell Mobis WRT | Hyundai i20 N Rally1   | 11 |      | Thierry Neuville    | Martijn Wydaeghe | 1-12            |
| 2 | Hyundai     | Hyundai Shell Mobis WRT | Hyundai i20 N Rally1   | 42 |      | Craig Breen         | James Fulton     | 2,4             |
| 1 | Toyota      | Toyota Gazoo Racing WRT | Toyota GR Yaris Rally1 | 17 |      | Sébastien Ogier     | Vincent Landais  | 1,3-4,6-7,10,12 |
| 1 | Toyota      | Toyota Gazoo Racing WRT | Toyota GR Yaris Rally1 | 18 |      | Takamoto Kacuta     | Aaron Johnston   | 2,5,8-9,11      |
| 1 | Toyota      | Toyota Gazoo Racing WRT | Toyota GR Yaris Rally1 | 33 |      | Elfyn Evans         | Scott Martin     | 1-3,5-12        |
| 1 | Toyota      | Toyota Gazoo Racing WRT | Toyota GR Yaris Rally1 | 69 |      | Kalle Rovanperä     | Jonne Halttunen  | 1-12            |

#### Posádky mimo PK
| Konstruktér | Tým              | Vůz              | Jezdec             | Navigátor         | Soutěže |
| ----------- | ---------------- | ---------------- | ------------------ | ----------------- | ------- |
| Ford        | M-Sport Ford WRT | Ford Puma Rally1 | Jourdan Serderidis | Fréderic Miclotte | 1,3,10  |
| Ford        | M-Sport Ford WRT | Ford Puma Rally1 | Jourdan Serderidis | Fréderic Miclotte | 7       |

### WRC 2
| Konstruktér | Tým                              | Vůz                    | Jezdec            | Navigátor              | Kategorie | Soutěže |
| ----------- | -------------------------------- | ---------------------- | ----------------- | ---------------------- | --------- | ------- |
| Škoda       | Toksport WRT                     | Škoda Fabia RS Rally2  | Oliver Solberg    | TBA                    | TBA       | TBA     |
| Škoda       | Toksport WRT                     | Škoda Fabia RS Rally2  | François Delecour | Sabrina de Castelliová | TBA       | 1       |
| Škoda       | Toksport WRT                     | Škoda Fabia RS Rally2  | Sami Pajari       | Enni Mälkönenová       | TBA       | TBA     |
| Škoda       | Toksport WRT                     | Škoda Fabia RS Rally2  | Marco Bulacia     | TBA                    | TBA       | TBA     |
| Škoda       | Orsák RallySport                 | Škoda Fabia RS Rally2  | Erik Cais         | Petr Těšínský          | TBA       | TBA     |
| Škoda       | Škoda Rally Team Hungaria        | Škoda Fabia Rally2 evo | Norbert Herczig   | Ramón Ferencz          | TBA       | TBA     |
| Ford        | M-Sport Ford WRT                 | Ford Fiesta Rally2     | Adrien Fourmaux   | Alexandre Coria        | TBA       | TBA     |
| Ford        | M-Sport Ford WRT                 | Ford Fiesta Rally2     | Grégoire Munster  | Louis Louka            | TBA       | TBA     |
| Citroën     | PH Sport                         | Citroën C3 Rally2      | Yohan Rossel      | Arnaud Dunand          | TBA       | 1       |
| Citroën     | DG Sport Compétition             | Citroën C3 Rally2      | Stéphane Lefebvre | Andy Malfoy            | TBA       | TBA     |
| Citroën     | Sport & You                      | Citroën C3 Rally2      | Alejandro Cachón  | TBA                    | TBA       | TBA     |
| Hyundai     | Motorsport Ireland Rally Academy | Hyundai i20 N Rally2   | William Creighton | TBA                    | TBA       | 1       |
| Hyundai     | Motorsport Ireland Rally Academy | Hyundai i20 N Rally2   | Josh McErlean     | TBA                    | TBA       | 1       |